# Ріклеон
Ріклеон  (швед. Rickleån) — лісова річка на півночі Швеції, у лені Вестерботтен. Довжина власне Ріклеон становить приблизно 50 км, разом з Рісон (швед. Risån) — 145 км (147 км), площа басейну  — 1648,9 км² (1660 км²). Середня річна витрата води — 16 м³/с (15,4 м³/с), мінімальна витрата води на день — 2,7 м³/с. На річці побудовано 5 малих ГЕС.
Річка використовувалася для сплаву лісу.

## Назва
Найдавніші письмові згадки назви річки Ріклеон відносяться до 1539 року. Походження назви не є з'ясованим.

## Географія
Власне річка Ріклеон бере початок від озера Бюгдетрескет (швед. Bygdeträsket), розташованого у комуні Шеллефтео на висоті 131 м над рівнем моря. Однак, часто частиною Ріклеон розглядається річка Рісон (швед. Risån), що бере початок в межах комуни Нурше, впадає у озеро Гекшен (Йокшен) (швед. Göksjön), а після нього — в озеро Бюгдетрескет. Річка Ріклеон впадає у Ботнічну затоку Балтійського моря.
Більшу частину басейну річки — 74,8% (80,3%) — займають ліси, в яких переважають ялина і сосна. Болота й озера займають відповідно 10,2% (6,42%) та 8,9% (9,21%) площі басейну.  Території сільськогосподарського призначення займають 3,72% площі басейну.
У верхів'ї Ріклеон має три притоки: Сікон (швед. Sikån), Рісон (швед. Risån), що інколи розглядається як частина річки Ріклеон, та Таллаон (швед. Tallån). Всі три річки впадають у озеро Бюгдетрескет, стік якого регулюється дамбою.
У річку на нерест на відстань до 41 км заходить лосось і пструг. В минулому перешкодою для міграції риби була ГЕС у Робертсфорс, що стоїть на відстані 15 км від гирла річки. Однак, 2002 року на різних ГЕС було побудовано 3 рибопропускних споруди, що більш ніж у два рази збільшило територію для нересту риби.

## ГЕС
На річці побудовано 5 малих ГЕС з загальною встановленою потужністю 10 МВт й з загальним середнім річним виробництвом 47,2 млн кВт·год.